# Penàguila
Penàguila, en valencien et officiellement (Penáguila en castillan), est une commune de la province d'Alicante, dans la Communauté valencienne, en Espagne. Elle est située dans la comarque de l'Alcoià au nord de la province et dans la zone à prédominance linguistique valencienne.

## Géographie

Localisation de Penàguila
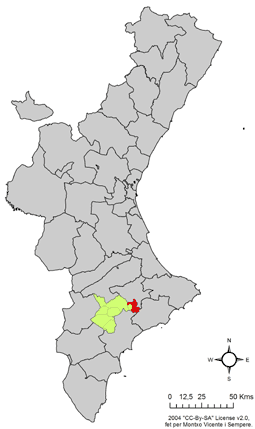
dans la Communauté valencienne.
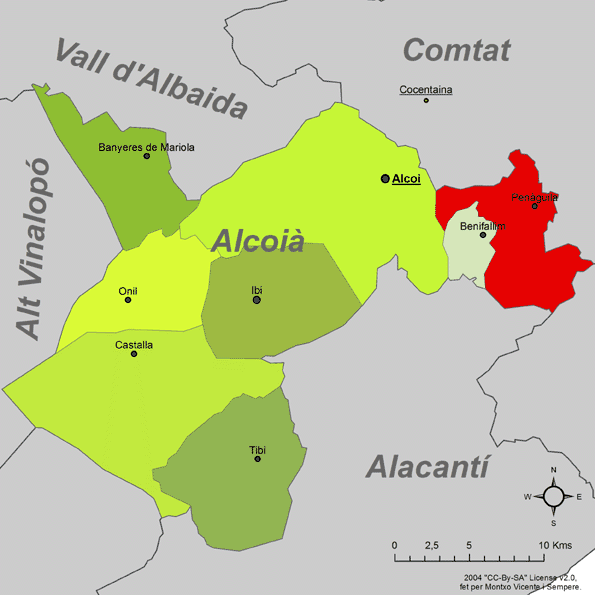
dans la comarque de l'Alcoià.

Situé au pied de la Sierra de Penàguila, contrefort de la Sierra de Aitana, le territoire de Penàguila, dont le point culminant est l'Ull del Moro à 1 050 mètres d'altitude, est traversé à l'est par le Río Frainos, également connu sous le nom de rivière de Penàguila, qui se jette, arrivée à Cocentaina, dans le Serpis ou rivière d'Alcoy.

### Localités limitrophes
Le territoire communal de Penàguila est voisin de ceux :
- d'Alcoi et de Benifallim dans la comarque de l'Alcoià ;
- de Cocentaina, Benilloba, Gorga, Benasau et Alcoleja dans la comarque du Comtat (Condado de Cocentaina en castillan) ;
- de Relleu et Sella dans la comarque de la Marina Baixa ;
- et de Torremanzanas dans la comarque de l'Alacantí (Campo de Alicante en castillan).

### Image satellite
Penàguila sur WikiMapia.

## Histoire

### Conquête et christianisation
Après la conquête de Biar en 1245 par Jacques Ier d'Aragon, toutes les localités avoisinantes, dont Penàguila, passent sous le contrôle de la Couronne d'Aragon. Al-Azraq, seigneur musulman qui reconnaît la suzeraineté du monarque chrétien, parvient à conserver le contrôle d'une série de fortifications dans les vallées de Alcalá et Gallinera. Mais, les abus contre la population musulmane le conduise assez rapidement à se soulever. Ses troupes occupent, entre autres, le château de Penàguila, qui restera entre les mains des Musulmans jusqu'en 1248, date à laquelle ils seront à nouveau soumis.
À partir de 1260, une politique de colonisation est lancée, des colons chrétiens s'installent près du château de Penàguila. Les heurts avec la population musulmane se multiplient. En 1276, une bande hispano-musulmane tue deux chrétiens de Penàguila, en prend une quinzaine en otage et s'empare du château. Le 8 avril de la même année, Jacques Ier d'Aragon le concède à fief au chevalier, Berenguer de Lacera. Al-Azraq profite de l'insurrection populaire et lance alors une seconde offensive pour reprendre le contrôle de la comarque. Il est défait l'année suivante devant Alcoy, où, selon la tradition, il trouve la mort en combattant en 1277.
Une des conséquences de ce second soulèvement est la création de la ville de Penàguila. Le roi Pierre III d'Aragon, au lieu de favoriser l'installation de populations chrétiennes près des habitats anciens, lance une nouvelle politique de colonisation en des lieux stratégiques de la comarque, avec l'obligation pour les nouveaux colons de se regrouper autour de bourgs fortifiés. Penàguila reçoit de ce monarque sa charte de peuplement le 26 septembre 1278. L'enceinte de Penàguila, qui compte alors une centaine de colons, reste insuffisante à elle seule pour protéger sa population, en 1338, Pierre IV d'Aragon ordonne de relever et de renforcer les fortifications du château de Penàguila.
En 1356, la ville, assiégée par les troupes du roi Pierre Ier de Castille, résiste et parvient à mettre en déroute l'envahisseur, ce qui lui vaut de se voir octroyer, par le roi d'Aragon, le privilège de ville royale avec droit de vote aux Corts valenciennes.
Penàguila relevait jusqu'en 1707 de la Gobernación de Xàtiva, avant de faire partie du Corregimiento d'Alcoy. Avec la division territoriale provinciale de 1833, Penàguila a été inclus dans la Province d'Alicante.

## Blason
Ecu rectangulaire à pointe arrondie (écu ibérique). D'argent au rocher au naturel surmonté d'un aigle de sable avec en chef un écu en losange avec les armes royales de Valence : d'or aux quatre pals de gueules. Pour timbre, une couronne royale ouverte (Résolution du 9 septembre 2002 du Conseiller de Justice et des Administrations publiques pour la réhabilitation du blason historique, d'usage immémorial, de l'Ayuntamiento de Penàguila, publiée au Journal Officiel de la Communauté Valencienne, le 1er octobre suivant, sous le numéro 4 347).

## Démographie
La population a subi une régression continue tout au long du XXe siècle, passant de 1 391 habitants en 1900 à 324 en 2010 .
| 1857  | 1887  | 1900  | 1910  | 1920  | 1930  | 1940  | 1950 | 1960 | 1970 | 1981 | 1991 | 2000 | 2005 | 2010 |
| ----- | ----- | ----- | ----- | ----- | ----- | ----- | ---- | ---- | ---- | ---- | ---- | ---- | ---- | ---- |
| 1 499 | 1 488 | 1 366 | 1 361 | 1 229 | 1 117 | 1 103 | 940  | 749  | 611  | 423  | 351  | 391  | 354  | 324  |

## Administration
Carlos Blanes Gisbert, du Parti Populaire, est l'actuel premier magistrat de Penàguila.
| Mandat    | Maire                      | Parti Politique |
| --------- | -------------------------- | --------------- |
| 1979-1983 | Juan José Gisbert Doménech | UCD             |
| 1983–1987 | Juan José Gisbert Doménech | AP              |
| 1987–1991 | Enrique Picó Gisbert       | PSPV-PSOE       |
| 1991–1995 | Enrique Picó Gisbert       | PSPV-PSOE       |
| 1995–1999 | Enrique Picó Gisbert       | PSPV-PSOE       |
| 1999–2003 | Enrique Picó Gisbert       | PSPV-PSOE       |
| 2003–2007 | Enrique Picó Gisbert       | PSPV-PSOE       |
| 2007–2011 | Josep Blanes Bonet         | PSPV-PSOE       |
| 2011–     | Carlos Blanes Gisbert      | PP              |

## Économie
Un peu plus de la moitié du territoire est cultivé (54 %), l'autre moitié étant boisé (46 %). Les surfaces cultivées le sont presque exclusivement en aridoculture (2 480 ha). L'olivier (plus de 1 400 ha) prédomine, suivi de l'amandier (365 ha) et dans une moindre mesure, des autres espèces d'arbres fruitiers (pêcher, prunier et pommier). L'irrigation est réduite (41 ha) et n'est dédiée qu'aux cultures horticoles. Les activités agraires sont organisées au sein de la Cooperativa de agricultores y ganaderos Virgen del Patrocinio.

## Monuments et sites remarquables
- Aliénation solaire de l'Arc de Sainte Lucie[7].
- Château de Penàguila, restes d'une forteresse arabe du VIIIe siècle, construite sur des vestiges romains et remaniée par les Chrétiens aux XIVe siècle et XVIe siècle, situés à une hauteur de 910 mètres, au sud-ouest de Penàguila, sur un sommet escarpé de la Sierra de Aitana. Entouré d'une enceinte maçonnée aujourd'hui presque entièrement disparue et construit sur un plan rectangulaire, on peut encore y voir les vestiges d'une citerne et d'une tour dans sa partie la plus élevée. Déclaré Bien d'Intérêt Culturel (BIC).
- Église Paroissiale, dédiée à l'Assomption de Marie (Asunción de Nuestra Señora), l'église actuelle a été construite en 1790, en remplacement d'un édifice plus ancien datant du XIVe siècle dont quelques vestiges sont encore visibles à l'emplacement de l'ancien orgue aujourd'hui détruit. Elle a été agrandie successivement en 1802 et 1805 à l'instigation de l'archevêque de Valence, Joaquín Company y Soler, né à Penàguila, sous la direction de l'architecte Antonio Cabrera. De facture néoclassique, elle est en forme de croix latine. À noter, à l'intérieur de l'église, la chapelle où se vénère l'icône de Notre-Dame du Patronage (Nuestra Señora del Patrocinio), patronne de Penàguila depuis 1693. Selon la tradition, cette icône aurait été libérée de la fureur des Turcs par Francisco Fenollar, né à Penàguila, capitaine des Armées royales de Philippe IV d'Espagne et ramenée à Penàguila pour sa vénération depuis Naples le 15 mai 1644, jour de la fête de Saint Isidore le Laboureur [8].
- Restes de la muraille, porte médiévale et vestiges de la Tour Vernet
- Ermite de San Roque et Ermite del Calvario o de los Santos Patrones (Santos Abdón y Senén et Nuestra Señora del Patrocinio), .
- Moulin de Pere Joan, .
- Maison des Fenollar et Maison des Moncada, la première des seigneurs de Benillup et d'Alcoleja, la seconde des seigneurs de Guadalest.
- Musée ethnologique, .
- Riuet ou Fontaine Majeure, .
- Jardin de Saints, .
- Route Phytoclimatique, .
- Safari Aitana, ouvert en 1975 sur la finca El Sirer, actuellement le seul safari de la Communauté Valencienne qui se visite en voiture.

## Fêtes
- Fêtes patronales, célébrées à partir du 19 août en l'honneur de Notre-Dame du Patronage (Nuestra Señora del Patrocinio).

## Personnalités
- Bernat Fenollar (ca 1438-1516), clerc, né vers 1438 à Penàguila, beneficiat, domer puis sotsobrer en 1467 de la cathédrale de Valence, poète de l'École satyrique valencienne et professeur en 1510 de mathématiques à l'Estudi General de Valence, où il meurt le 28 février 1516. Organisateur chez lui de tertulias littéraires, il est l'auteur de nombreux poèmes, dont certains publiés dans Obres e trobes en lahors de la Verge Maria, le premier livre imprimé en catalan ou valencien, édité à Valence en 1474 [9].
- Joaquín Company y Soler (1732-1813), ecclésiastique, né le 3 janvier 1732 à Penàguila où son père est médecin, il est envoyé par son oncle maternel, à la suite du décès de son père, au collège des Jésuites de Gandia. Il intègre ensuite le 14 janvier 1737 l'Ordre des frères mineurs ou Ordre franciscain, où il accède jusqu'à la fonction de ministre général de l'Ordre. Nommé par le Pape Pie VI, archevêque de Saragosse en 1797, il est nommé en 1800 par le Pape Pie VII, archevêque de Valence, où il meurt le 13 février 1813. Son corps repose dans la chapelle de la Vierge Purissime, encore appelée chapelle du Monument, de la cathédrale de Valence. Chevalier Grand Croix de l'Ordre de Charles III d'Espagne, il sera vice-président de l'Assemblée Supérieure du Gouvernement  du Royaume de Valence durant l'occupation napoléonienne. Ayant refusé de fuir à Majorque et respecté des Français pour son attitude, ses différentes interventions auprès des occupants permettent d'éviter de nombreuses exécutions parmi les prisonniers[10].
- Pascual Boronat y Barrachina (1866-1908), prêtre, né en 1866 à Penàguila, chargé de l'église Sainte-Catherine de Valence, où il meurt en 1908. Auteur de nombreux ouvrages littéraires variés à caractère historiographique et ultra catholique, dont Los moriscos españoles y su expulsión et El beato Juan de Ribera y el Colegio del Corpus Christi.
- Francisco de Paula Ibáñez e Ibáñez (1876-1936), prêtre, né le 22 septembre 1876 à Penàguila où son père est meunier, abbé de la Collégiale de Xàtiva, fusillé durant la Guerre d'Espagne le 19 août 1936 à Llosa de Ranes, béatifié le 11 mars 2001 par le Pape Jean-Paul II[11].